# Test Amesa
Test Amesa – metoda diagnostyczna służąca do wykrywania siły mutagenu, czyli odpowiadająca na pytanie, czy badany czynnik wywołuje mutację. Test ten został stworzony w latach 70. XX wieku przez amerykańskiego biologa Bruce'a Amesa.
Przebieg testu
Do przeprowadzenia testu wykorzystuje się wskaźnikowe, auksotroficzne szczepy bakteryjne, które posiadają mutacje punktowe, np. w operonie histydyny, co blokuje syntezę tego niezbędnego do życia bakterii aminokwasu. Wprowadzenie mutacji w operonie histydyny sprawia, że bakterie nie mogą rozwijać się w środowisku w którym brakuje egzogennego źródła tego aminokwasu. Z tego powodu, szczepy te, nazywa się histydyno-zależnymi lub his- w odróżnieniu do prototroficznych dzikich form his+. Kolonię his- pasażuje się i każdą z hodowli potomnych poddaje działaniu różnych czynników mutagennych bądź zróżnicowanemu natężeniu danego mutagenu. Obserwuje się ilość kolonii, które pod wpływem działania mutagenu są zdolne do wzrostu na podłożach minimalnych niezawierających egzogennego źródła histydyny. Obserwowany wzrost kolonii jest wynikiem wystąpienia w komórkach mutacji powrotnej (indukowanej badanym mutagenem), która przywraca komórce zdolność do syntezy histydyny. Uzyskany wzrost kolonii jest podstawą wnioskowania o sile mutagenu. 
W szczepach komórek poddanych działaniu mutagenu może dochodzić również do wystąpienia spontanicznych mutacji powrotnych (rewersja spontaniczna), dlatego częstotliwość rewersji his- do his+ należy określać w odniesieniu do szczepów kontrolnych (niepoddanych działaniu czynnika mutagennego). 
Szczepy bakterii używane do testów to Salmonella typhimurium niosące uniemożliwiające im produkcję histydyny mutacje różnych typów - zarówno substytucje pojedynczych nukleotydów, jak i mutacje przesuwające otwartą ramkę odczytu. Ponadto szczepy posiadają dodatkowe mutacje, które zwiększają ich wrażliwość na czynniki mutagenne, np. mutacje zwiększające przepuszczalność ściany komórkowej czy zmniejszające zdolność naprawy DNA.
Istnieją też testy na rewersję mutacji w systemie Escherichia coli, np. wykorzystujące szczepy wymagające do wzrostu obecności tryptofanu w podłożu, albo niepotrafiące wykorzystać laktozy jako jedynego źródła węgla.